# Stanislaus Wülberz
Stanislaus Wülberz  (* 5. November 1695 in Esslingen am Neckar; † 2. Juli 1755 in Bonndorf im Schwarzwald) war ein deutscher Benediktiner, Propst, Historiker und Archivar.

## Leben
Stanislaus Wülberz wurde 1720 zum Priester geweiht im Kloster St. Blasien. 1725 wurde er Archivar und am 11. November 1732 bis 1749 Propst im Schloss Gurtweil, hier bekam er mit Ignatius Gumpp und Hugo Schmidfeld den Ansporn zur weiteren Geschichtsforschung. Mit Pater Ignatius Gumpp (er nennt ihn Laurentio) besuchte er 1733 bis 1734 die Archive in der Schweiz in beschwerlichen Tagesreisen bis an die Grenzen zu Rhätien, über 1000 Urkunden haben sie kopiert. Von seinen 13 Bänden zur Klostergeschichte sind ein Großteil im Klosterbrand 1768 untergegangen. Seine Schriften füllen dennoch etwa 7 Folianten, die sich heute wohl in Kloster St. Paul im Lavanttal und im Kloster Einsiedeln (Dritter und Siebter Band) befinden. Band 7 hat ein komplettes Inhaltsverzeichnis über alle Bände, das Franz Joseph Mone edierte.
Am 12. Juni 1754 wurde er Propst von Bonndorf im 1749 fertiggestellten  Castrum Bondorffense. Er verstarb schon ein Jahr später und wurde in der 1727 geweihten Kapelle Zu unserer Lieben Frau bestattet. Er hatte einen Schlaganfall erlitten, als er in dieser Kapelle eine Messe lesen wollte. Benedikt Wülberz war ein Bruder von ihm.

## Werke
Seine handschriftlichen Aufzeichnungen sind umfangreich: Es sind mehr als 7 Bände in Folio verzeichnet, vor allem zur Geschichte des Klosters St. Blasien. Im siebten Band behandelte er 86 St. Blasische Selige, Äbte und Märtyrer. Gedruckt wurde nichts, später verwendeten andere seine Werke, vor allem Martin Gerbert.